# Китон, Майра
Майрон Эдит Китон (англ. Myra Edith Keaton, в девичестве — Катлер (англ. Cutler; 13 марта 1877, Modale, Айова — 21 июля 1955, Лос-Анджелес, Калифорния) — американская исполнительница водевиля и актриса. Мать актёра Бастера Китона

## Биография
Майра Китон родилась 13 марта 1877 года в Модейле, штат Айова, дочь Фрэнка Катлера и Сары Элизабет (урожденной Шаффер). У неё был старший брат, Берт Мелвин Катлер, и два младших единокровных брата, Клинтон М. Катлер и Марин (Мел) Катлер.
Будучи подростками, Майра и Берт путешествовали и выступали с медицинским шоу своего отца. Джо Китон присоединился к шоу, когда они путешествовали по территории Оклахомы в 1893 году. Майра и Джо поженились 31 мая 1894 года и начали выступать вместе в различных медицинских шоу и водевилях. Их детьми были актер Бастер Китон (урожденный Джозеф Фрэнк Китон), Гарри Китон и Луиза Китон. В возрасте четырёх лет Бастер официально присоединился к семейному водевилю, который был объявлен как «Три Китона». Майра и Бастер покинули представление в 1917 году из-за проблем, возникших из-за пьянства Джо Китона.
Все члены семьи Китон время от времени появлялись в немых и звуковых комедиях Бастера. Хотя Майра и отдалилась в последующие годы, она оставалась замужем за Джо до его смерти в 1946 году.

## Фильмография
- 1921 — Козёл отпущения / The Goat — эпизодическая роль
- 1922 — Электрический дом / The Electric House — мать Бастера
- 1935 — Палука из Падуки[англ.] / Palooka from Paducah — Ма Дилц
- 1935 — Путь вверх Тар[англ.] / Way Up Thar — Молли «Мо» Курц
- 1937 — Любовное гнездышко на колесах[англ.] / Love Nest on Wheels — мама Элмера

## Смерть
Китон умерла 21 июля 1955 года в Лос-Анджелесе, штат Калифорния, в возрасте 78 лет. Она похоронена в Мемориальном парке Глен-Хейвен в Силмаре, штат Калифорния.